# Ткемлована (Чиатурский муниципалитет)
Ткемлована (груз. ტყემლოვანა) — село в Грузии, на территории Чиатурского муниципалитета края (мхаре) Имеретия.

## География
Село находится на западе центральной части Грузии, к северу от реки Думалы, на расстоянии приблизительно 10 километров (по прямой) к югу от города Чиатура, административного центра муниципалитета. Абсолютная высота — 742 метра над уровнем моря.

## Население
По результатам официальной переписи населения 2014 года, в Ткемловане проживало 517 человек (273 мужчины и 244 женщины). В национальной структуре населения грузины составляли 99,6 %, русские – 0,4 %.
| Год  | Население, человек |
| ---- | ------------------ |
| 2002 | 655                |
| 2014 | ↘ 517              |